# Txams
Els txams són un poble d'origen malaiopolinesi establert al sud de la península d'Indoxina. Es creu que avui dia són mig milió dels quals un 300.000 a Cambodja i 125.000 al Vietnam; la resta viuen a Laos (15.000), Malàisia (10.000), i uns milers a Tailàndia, Estats Units i França. Un grup que es va refugiar a l'illa xinesa de Hainan, coneguts amb el nom d'utsuls, es consideren pràcticament assimilats als xinesos d'ètnia hui. Parlen la llengua txam.
El seu període d'esplendor va fer eclosió l'any 192 quan Khu Liên el governador regional es declarés independent de la Dinastia Han i fundés a Lâm Ấp les bases de l'estat Txampa, prenent el nom dels txams adoptant la religió hinduista. Després del segle x es va enfrontar als vietnamites i als khmers, i (segle xiii) a la invasió dels mongols, i això unit a revoltes internes, va fer entrar l'estat en una fase de fraccionament i decadència. Una lleu recuperació sota Ché Bong Nga (1360-1390) i l'ajut de la Xina, van retardar el final del regne que va acabar el 1471 quan fou ocupat per l'emperador Lê Thánh Tông i esdevingué un vassall. La conquesta vietnamita de Txampa va contribuïr directament a desaparició de l'hinduisme i la conversió a l'islam per part de la majoria de la població txam.
Colònies mercantils musulmanes es van establir al regne després del segle x però la religió islàmica no va prendre peu fins després del segle xv quan el regne va deixar d'existir. Un terç dels txams del Vietnam i la major part dels de Cambodja són musulmans; dos terços dels del Vietnam conserven la religió hindú amb una minoria budista. El seu nombre abans de la guerra del Vietnam s'estimava en uns quinze mil al Vietnam i uns 20000 a Cambodja, probablement molts menys dels que eren en realitat.
La seva organització és per clans i matriarcal, i la religió hindú li va aportar el sistema de castes i altres costums. Foren considerats bons camperols i bons guerrers, però avui dia estant en procés d'assimilació. La seva arquitectura és notable i la formen torres amb diversos nivells decreixents, de rajoles principalment de terra cuita; aquests edificis es dedicaven al culte a Xiva i quasi tots estant avui dia en mal estat; els baixos relleus són remarcables; la música txam influí a la música vietnamita.
Els khmers rojos van considerar als txams com a khmers i van declarar la part més al sud del Vietnam com terres ocupades fent nombroses incursions principalment a les províncies de Phan-rang i Phan-thiét (1976-1978) fins que els vietnamites van contraatacar, ocupant Phnom Penh i posant de fet fi al règim de Pol Pot.